# Județul Tulcea
Tulcea este un județ în regiunea Dobrogea în sud-estul României. Reședința județului este municipiul Tulcea. Aici se află Dunărea și Delta Dunări.
Este un județ cu o populație mică, dar cu o suprafață mare care se întinde pe 8.484 de km pătrați. Asta face județul cel mai mic după populație și densitate din România.

## Geografie
Județul Tulcea este cel mai estic județ din țară, în regiunea Dobrogea din România.
Județul este situat pe Dunăre care se varsă în Marea Neagră prin Delta Dunări.
Delta se împarte în 3 brațe:
În nord la granița cu Ucraina este Brațul Chilia, între toate la mijloc, Brațul Sulina, (singura navigabilă de vase mari)
și în sud Brațul Sfântu Gheorghe.
În sud-estul județului se află 2 lagune: Lacul Razelm și Lacul Sinoe.
Sub zona deltei, sub Brațul Sfântul Gheorghe, se află un sistem de canale. Toată zona este parte din lista siturilor de patrimoniu mondial,UNESCO.
Dunărea traversează județul prin nord, prin reședința Tulcea.
Brațul Măcin, se află în vestul care traversează în estul Insulei Brăila. Dunărea are doar un mare curent de apă, se află un număr imens de lacuri și canale mici.
În centrul județului este situat Platoul Casimcea și Munții Măcin: rămășițele unor munți antici(400 de milioane de ani vechime), în munții aceștia se află cea mai mare altitudine din Tulcea, de 400 de metri.

## Economie
Cele mai mari industrii din județ sunt agricultura și pescuitul, fiindcă terenul este foarte arabil.
În jur de 48% din populație se ocupă cu aceste ramuri.
Pe lângă acestea, cele mai importante ramuri din județ sunt:
•Industria textilă
•Industria alimentară
•Construirea vaselor
•Metalurgie (aluminium)
•Industria chimică
•Materiale de construcție

## Politică și administrație
Județul Tulcea este administrat de un consiliu județean format din 30 consilieri. În urma alegerilor locale din 2024, consiliul este prezidat de Horia Teodorescu[*] de la PSD, iar componența politică a Consiliului este următoarea:
|  | Partid                          | Consilieri | Componența Consiliului | Componența Consiliului | Componența Consiliului | Componența Consiliului | Componența Consiliului | Componența Consiliului | Componența Consiliului | Componența Consiliului | Componența Consiliului | Componența Consiliului | Componența Consiliului | Componența Consiliului | Componența Consiliului |
|  | ------------------------------- | ---------- | ---------------------- | ---------------------- | ---------------------- | ---------------------- | ---------------------- | ---------------------- | ---------------------- | ---------------------- | ---------------------- | ---------------------- | ---------------------- | ---------------------- | ---------------------- |
|  | Partidul Social Democrat        | 13         |                        |                        |                        |                        |                        |                        |                        |                        |                        |                        |                        |                        |                        |
|  | Partidul Național Liberal       | 11         |                        |                        |                        |                        |                        |                        |                        |                        |                        |                        |                        |                        |                        |
|  | Alianța pentru Unirea Românilor | 6          |                        |                        |                        |                        |                        |                        |                        |                        |                        |                        |                        |                        |                        |

## Diviziuni administrative
Județul este format din 51 unități administrativ-teritoriale: 1 municipiu, 4 orașe și 46 de comune.
Lista de mai jos conține unitățile administrativ-teritoriale din județul Tulcea.
| Stemă              | Nume                | Tip de localitate            | Populație          | Imagine            |
| Municipii și orașe | Municipii și orașe  | Municipii și orașe           | Municipii și orașe | Municipii și orașe |
| ------------------ | ------------------- | ---------------------------- | ------------------ | ------------------ |
|                    | Tulcea              | municipiu reședință de județ | 65.624             |                    |
|                    | Babadag             | oraș                         | 9.213              |                    |
|                    | Isaccea             | oraș                         | 4.408              |                    |
|                    | Măcin               | oraș                         | 7.248              |                    |
|                    | Sulina              | oraș                         | 3.118              |                    |
| Comune             |                     |                              |                    |                    |
|                    | Baia                | comună                       | 4.161              |                    |
|                    | Beidaud             | comună                       | 1.599              |                    |
|                    | Beștepe             | comună                       | 1.510              |                    |
|                    | C.A. Rosetti        | comună                       | 636                |                    |
|                    | Carcaliu            | comună                       | 2.136              |                    |
|                    | Casimcea            | comună                       | 2.555              |                    |
|                    | Ceamurlia de Jos    | comună                       | 2.122              |                    |
|                    | Ceatalchioi         | comună                       | 531                |                    |
|                    | Cerna               | comună                       | 3.051              |                    |
|                    | Chilia Veche        | comună                       | 1.728              |                    |
|                    | Ciucurova           | comună                       | 1.725              |                    |
|                    | Crișan              | comună                       | 1.092              |                    |
|                    | Dorobanțu           | comună                       | 1.202              |                    |
|                    | Dăeni               | comună                       | 1.772              |                    |
|                    | Frecăței            | comună                       | 3.415              |                    |
|                    | Greci               | comună                       | 4.692              |                    |
|                    | Grindu              | comună                       | 1.271              |                    |
|                    | Hamcearca           | comună                       | 1.334              |                    |
|                    | Horia               | comună                       | 1.256              |                    |
|                    | I.C. Brătianu       | comună                       | 1.143              |                    |
|                    | Izvoarele           | comună                       | 1.760              |                    |
|                    | Jijila              | comună                       | 4.834              |                    |
|                    | Jurilovca           | comună                       | 3.694              |                    |
|                    | Luncavița           | comună                       | 3.536              |                    |
|                    | Mahmudia            | comună                       | 2.163              |                    |
|                    | Maliuc              | comună                       | 813                |                    |
|                    | Mihai Bravu         | comună                       | 2.245              |                    |
|                    | Mihail Kogălniceanu | comună                       | 2.736              |                    |
|                    | Murighiol           | comună                       | 2.959              |                    |
|                    | Nalbant             | comună                       | 2.113              |                    |
|                    | Niculițel           | comună                       | 3.774              |                    |
|                    | Nufăru              | comună                       | 2.644              |                    |
|                    | Ostrov              | comună                       | 1.764              |                    |
|                    | Pardina             | comună                       | 489                |                    |
|                    | Peceneaga           | comună                       | 1.465              |                    |
|                    | Sarichioi           | comună                       | 5.226              |                    |
|                    | Sfântu Gheorghe     | comună                       | 639                |                    |
|                    | Slava Cercheză      | comună                       | 1.962              |                    |
|                    | Smârdan             | comună                       | 960                |                    |
|                    | Somova              | comună                       | 4.878              |                    |
|                    | Stejaru             | comună                       | 1.242              |                    |
|                    | Topolog             | comună                       | 3.958              |                    |
|                    | Turcoaia            | comună                       | 2.822              |                    |
|                    | Valea Nucarilor     | comună                       | 2.892              |                    |
|                    | Valea Teilor        | comună                       | 1.289              |                    |
|                    | Văcăreni            | comună                       | 1.956              |                    |

## Demografie(2021)
Componența etnică a județului Tulcea
     Români (79,18%)
     Ruși lipoveni (4,14%)
     Romi (2,05%)
     Turci (0,51%)
     Ucraineni (0,47%)
     Greci (0,14%)
     Tătari (0,05%)
     Bulgari (0,02%)
     Alții (13,44%)
În 2021, populația județului Tulcea se ridica la 193.355 de locuitori, densitatea populației se ridică la 22,8 locuitori, cel mai mic din țară. În scădere față de recensământul din 2011, când fuseseră înregistrați 201.462 de locuitori.
Lângă Delta Dunării, există o comunitate de Ruso-Lipoveni și în sud o comunitate de Turci.
Regiunea a fost odată un centru de islam în România.